# Corchorus reynoldsiae
Corchorus reynoldsiae är en malvaväxtart som beskrevs av D.A. Halford. Corchorus reynoldsiae ingår i släktet Corchorus och familjen malvaväxter. Inga underarter finns listade i Catalogue of Life.